# Cryptophagus subfumatus
Cryptophagus subfumatus är en skalbaggsart som beskrevs av Ernst Gustav Kraatz 1856. Cryptophagus subfumatus ingår i släktet Cryptophagus, och familjen fuktbaggar. Enligt den finländska rödlistan är arten sårbar i Finland. Arten är reproducerande i Sverige. Artens livsmiljö är parker, gårdsplaner och trädgårdar.